# Landesregierung und Stadtsenat Gratz I
Landesregierung und Stadtsenat Gratz I war die Bezeichnung für die Wiener Landesregierung und den Wiener Stadtsenat unter Bürgermeister und Landeshauptmann Leopold Gratz im Jahr 1973. Die Landesregierung Gratz amtierte ab dem Rücktritt von Felix Slavik am 5. Juli 1973 bis zur Angelobung der neuen Landesregierung nach der Landtags- und Gemeinderatswahl 1973. Die Landesregierung Gratz I wurde in der Folge von der Landesregierung Gratz II abgelöst. Während der kurzen Amtsperiode der Landesregierung Gratz I kam es zu keinen personellen Änderungen.

## Regierungsmitglieder
| Amt                                                                                | Name                      | Partei | Ressorts                                                          |
| ---------------------------------------------------------------------------------- | ------------------------- | ------ | ----------------------------------------------------------------- |
| Landeshauptmann Bürgermeister                                                      | Leopold Gratz             | SPÖ    |                                                                   |
| 1. Landeshauptmann-Stellvertreter 1. Vizebürgermeister Amtsführender Stadtrat      | Johann Bock               | SPÖ    | Personalangelegenheiten, Verwaltungs- und Betriebsreform          |
| 2. Landeshauptmann-Stellvertreterin 2. Vizebürgermeisterin Amtsführende Stadträtin | Gertrude Fröhlich-Sandner | SPÖ    | Kultur, Schulverwaltung und Sport                                 |
| Amtsführender Stadtrat                                                             | Otto Glück                | ÖVP    | Gesundheitswesen                                                  |
| Amtsführender Stadtrat                                                             | Fritz Hofmann             | SPÖ    | Planung                                                           |
| Amtsführender Stadtrat                                                             | Kurt Heller               | SPÖ    | Tiefbau                                                           |
| Amtsführender Stadtrat                                                             | Alfred Hintschig          | SPÖ    | Liegenschafts- und Zivilrechtswesen, verschiedene Angelegenheiten |
| Amtsführende Stadträtin                                                            | Maria Jacobi              | SPÖ    | Wohlfahrtswesen                                                   |
| Amtsführender Stadtrat                                                             | Franz Nekula              | SPÖ    | Städtische Unternehmungen                                         |
| Amtsführende Stadtrat                                                              | Hubert Pfoch              | SPÖ    | Hochbau                                                           |
| Amtsführende Stadtrat                                                              | Otto Schweda              | SPÖ    | Finanzwesen                                                       |
| Amtsführender Stadtrat                                                             | Reinhold Suttner          | SPÖ    | Wohnungswesen                                                     |
| Amtsführender Stadtrat                                                             | Hannes Krasser            | ÖVP    | Verschiedene Rechtsangelegenheiten                                |
| Amtsführender Stadtrat                                                             | Otto Pelzelmayer          | ÖVP    | Wirtschaftsangelegenheiten                                        |
| Amtsführende Stadträtin                                                            | Maria Schaumayer          | ÖVP    | Baubehördliche und sonstige technische Angelegenheiten            |